# Іто Хірокі (стрибун у воду)
Іто Хірокі (26 жовтня 1999) — японський стрибун у воду.
Учасник Олімпійських Ігор 2020 року, де в синхронних стрибках з 10-метрової вишки разом з Кадзукі Муракамі посів 8-ме (останнє) місце.